# Rua Treze de Junho
A Rua Treze de Junho é uma das principais via do centro do município brasileiro de Campo Grande, capital do estado de Mato Grosso do Sul.
Conta com diversos estabelecimentos comerciais dos mais variados setores ao longo de seu percurso.